# Stres

Stres (angl. stress = napětí, tlak, zátěž) je funkční stav živého organismu, kdy je tento organismus vystaven mimořádným podmínkám (stresorům), a jeho následným obranným reakcím, které mají za cíl zachování homeostázy a zabránění poškození nebo smrti organismu.

## Stres v medicíně
Stres můžeme definovat jako souhrn fyzických a psychických reakcí na nepřijatelný poměr mezi skutečnými nebo představovanými osobními zkušenostmi a očekáváními. Podle této definice je stres odpověď, která v sobě zahrnuje jak fyzické, tak i psychické složky. Jinými slovy, stres je stav organismu, který je obecnou odezvou na jakoukoliv výrazně působící zátěž – fyzickou nebo psychickou. Při stresu se uplatňují obranné mechanismy, které umožňují přežití organismu vystaveného nebezpečí.

### Druhy psychologického stresu
Následující dělení zavedl roku 1975 Hans Selye:
- Eustres – pozitivní zátěž, která v přiměřené míře stimuluje jedince k vyšším anebo lepším výkonům.
- Distres – nadměrná zátěž, která může jedince poškodit a vyvolat onemocnění či dokonce smrt.

### Obvyklé stresové faktory (stresory)
Následující výčet faktorů vyvolávajících stres není ani nemůže být úplný. Běžnými stresory v životě jsou:
1. fyzikální faktory: prudké světlo, nadměrný hluk, nízká nebo vysoká teplota
2. Psychické faktory: zodpovědnost (nezaplacené účty, nedostatek peněz), práce nebo škola (zkoušky, dopravní špička, termíny úkolů), frustrace, nesplněná očekávání, věk
3. Sociální faktory: osobní vztahy (konflikt, nevěra, zklamání, týrání, šikana), životní styl (přejídání, nezdravé složení stravy, kouření, nadměrné pití alkoholu, nedostatek spánku)
4. Traumatické faktory: události (narození dítěte, úmrtí, únos, znásilnění, válka, setkání, sňatek, rozvod, stěhování, chronické onemocnění, ztráta zaměstnání, ztráta životní role)
5. Dětské faktory: vystavení stresu v raném věku může trvale zvýšit odpověď na stres, např. u týraných a zneužívaných dětí, školní zátěž, alkoholismus rodičů, přílišná náročnost rodičů.

## Reakce na stres

### Psychické reakce na stres
Psychické reakce zahrnují přizpůsobení, úzkost a depresi. Pokud stres vede k vyšším psychickým nebo fyzickým výkonům, jedná se o eustres. Tento druh stresu patří k hlavním motivačním prvkům konání. Může například vést k lepšímu učení. I malý stres ale nemívá pozitivní účinek. Pokud ovšem působení stresu trvá příliš dlouho nebo přesáhne určitou mez (distres), může vést k rozhodnutím, jejichž důsledkem je úzkostné (únik) nebo depresivní (ústup) chování.

### Fyzické reakce na stres
Mozek, který vyhodnocuje zátěž, řídí nejen chování, které má za cíl tuto zátěž překonat, ale zároveň vyvolává v těle fyziologické reakce umožňující krátkodobě aktivovat rezervy pro útěk nebo boj.
Stresová odpověď aktivuje sympatoadrenální osu:
1. Nervové řízení. Stimuluje se činnost sympatiku, tj. jedné ze složek vegetativního nervstva, který není ovládán vůlí. Neuromediátorem, tedy látkou, která přenáší nervové impulzy sympatiku na výkonné orgány, je noradrenalin (norepinefrin). Druhá složka vegetativního nervstva, parasympatikus, má převládající vliv v organismu, neboť řídí životně důležité funkce. Poměr vlivu sympatiku a parasympatiku na vnitřní orgány závisí na tom, zda je organismus v klidu, nebo podává nějaký výkon.
2. Hormonální řízení. Mozek aktivuje osu hypothalamus – hypofýza – nadledviny. Hypothalamus je část mozku, kde se nacházejí různá řídící centra, mj. kontroluje i hladinu různých hormonů v krvi. Je-li to potřeba, vysílá chemické signály do podvěsku mozkového (hypofýzy), který reaguje vyplavením hormonů přímo ovlivňujících činnost jiných žláz s vnitřní sekrecí. V případě stresové reakce je stimulována činnost nadledvin. Dřeň nadledvin uvolní do krve adrenalin (epinefrin), který je strukturálně podobný noradrenalinu a má i podobné (i když ne úplně stejné) účinky. Kůra (cortex) nadledvin produkuje steroidní hormony, tzv. glukokortikoidy – kortizol a kortizon, které hrají důležitou roli v regulaci metabolismu. Adrenalin, noradrenalin a glukokortikoidy se řadí mezi tzv. stresové hormony.

Zvýšená činnost sympatiku a stresové hormony ovlivní činnost většiny orgánů v těle. V případě reakce typu „útěk nebo boj“ je tedy potřeba dodat živiny a energii do svalů a dalších orgánů, které mají podat zvýšený výkon. Proto se zvyšuje jejich prokrvení, a naopak se odvádí krev např. z trávicího ústrojí a omezuje se jeho činnost. Stres stimuluje i srdeční činnost a zvyšuje krevní tlak, a to právě kvůli zabezpečení dostatečné distribuce živin krevním oběhem. Dochází k uvolnění energetických zásob organismu, v prvé řadě odbouráváním zásobního polysacharidu glykogenu („rychlý zdroj“ energie), z něhož se do krve uvolňuje glukóza – hlavní zdroj energie. Později se pak využívají tukové zásoby („na horší časy“).
Popsaná obranná reakce je náročná na energii a vyčerpává rezervy organismu. Může tedy být pro organismus užitečná, je-li krátkodobá. Vyžaduje následný odpočinek pro regeneraci a pro doplnění energetických zásob.

### Adaptační syndrom
Adaptační syndrom (někdy též generalizovaný adaptační syndrom, tzv. GAS) je termín použitý Hansem Selyem pro označení tří stupňů biologické reakce na stres:
1. Spustí se poplachová reakce u člověka, který se dostane do stresového šoku. Začínají pracovat obranné mechanismy a člověk se pokouší svůj stres zvládnout.
2. Člověk se na stresovou zátěž pomalu začíná adaptovat. Stres se pro něj stává přirozenou věcí, šok ustupuje a obranné mechanismy úspěšně pracují.
3. Dostavuje se fáze vyčerpání, která je přímým důsledkem dlouhodobého zvládání stresu. Adaptivní reakce selhává a tělo se dostává do krize, protože záložní zdroje energie jsou nutné pro zajištění běžných tělesných pochodů, jako je zažívání nebo anabolismus. Energetické výdaje jsou ukončeny až ve chvíli, kdy jsou tyto rezervní zdroje vyčerpány, což může vést k těžkým zdravotním onemocněním a ke smrti.

### Důsledky dlouhodobého působení stresu
V dnešní době vlastně podstupujeme simulované stresové situace, které nevedou k ohrožení života, ale lidská psychika je tak chápe, a právě proto spouští celou řadu těchto život zachraňujících mechanismů. Ale pokud se tyto situace neustále opakují a přetrvávají, dochází z krátkodobějšího hlediska ke „ztuhnutí svalů“.
Z dlouhodobého hlediska je zvýšené uvolňování glukózy jedním z faktorů vzniku diabetu 2. typu (tzv. stařecké cukrovky), často zvýšený tlak je jednou z příčin trvale zvýšeného tlaku (hypertenze). Nejrozšířenější civilizační nemocí je ischemická choroba srdeční, jejímž projevem je infarkt myokardu. Stres také působí sníženou odolnost žaludeční sliznice k vnějším vlivům, snížením prokrvení sliznice, a to může vyústit v tzv. stresový vřed žaludku. K jiným možným důsledkům stresu patří zvýšené riziko astmatu.

### Psychosomatická onemocnění
Výše uvedené změny nejsou samozřejmě úplným výčtem toho, co se děje v organismu při stresu. Z výše popsaného však vyplývá, že stresová reakce vede k aktivaci mechanismů, které umožňují krátkodobě podávat vysoké výkony v případě nebezpečí, což je dáno využitím rezerv organismu. Tato účelná reakce umožňuje přežití jedince v přírodě. Stejná reakce se však spouští i v případě, kdy je organismus vystaven psychickým tlakům, které nejsou skutečnou hrozbou pro fyzickou existenci. Způsob života často vede k tomu, že organismus nemůže na stres reagovat bojem nebo útěkem. Pokud není schopen psychický tlak z různých důvodů zvládnout, přechází do stadia distresu, kdy původně užitečné obranné mechanismy začnou tělu škodit. Dlouhodobé psychické problémy právě tímto mechanismem vyvolávají různé zdravotní obtíže, které nejprve přispívají ke snížené kvalitě života. Později se podílejí na rozvoji onemocnění, která představují reálné nebezpečí ohrožení života.
Onemocnění, na jejichž vzniku se podílí psychická nepohoda a silné emoce, se souhrnně nazývají psychosomatická, což vystihuje fakt, že stav duše (psyché) a těla (soma) se vzájemně ovlivňují. Rozšířený názor, že lidé trpící psychosomatickými poruchami nepotřebují lékařskou péči, neboť nejsou skutečně nemocní, je nesprávný.

## Zvládání stresu
Stres jako takový se dá řešit jedině snahou o odstranění jeho příčin. Léky nebo potravní doplňky mohou pomoci zvládnout některé průvodní obtíže (depresivní nebo úzkostné stavy apod.). Za určitých okolností mohou být užitečnými pomocníky při překonávání těžké životní situace.
Každodenní stres se lidé snaží zvládat různými způsoby, které zahrnují fyzické cvičení, různé relaxační techniky, meditace atd.
Strategie zvládání stresu jsou nazývány copingovými strategiemi. Coping = Reakce na stres + způsob zvládání stresu.

### Hlavní obranné mechanismy
Tyto strategie zaměřené na emoce nemění stresovou situaci, nýbrž způsob, jak tyto situace člověk vnímá nebo jak o nich přemýšlí. Všechny tedy obsahují prvek sebeklamu.
- Vytěsnění – vyloučení bolestivých impulzů či vzpomínek z vědomí.
- Racionalizace – jde o přidělení logických či sociálně žádoucích motivů činnostem, aby se zdálo, že jednáme racionálně. Např. při nesplnění cíle si člověk může zmírnit zklamání, když si řekne "stejně jsem to nechtěl".
- Reaktivní formace – vyjádření opačného motivu. Např. matka trpící pocitem viny, že své dítě nechtěla, je pak přehnaně rozmazluje a ochraňuje.
- Projekce – připisování vlastních nežádoucích vlastností jiným v přehnané míře. Je velmi rozšířená v euroatlantické civilizaci.
- Intelektualizace – pokus o získání emočního odstupu od stresové situace užitím abstraktních intelektuálních výrazů. Tato obrana je častá u lidí, jež se ve své každodenní profesi zabývají tématy života a smrti.[10] Lékař, jenž je často přítomen u velkého lidského utrpení, nemůže soucítit s každým, musí si udržovat jistý emoční odstup.
- Popření – popření existence nepříjemné vnější reality. Např. rodiče smrtelně nemocného dítěte si odmítají připustit takovou diagnózu.
- Sublimace – neboli přesunutí. Potřeba, kterou nelze uspokojit, je zaměřena na náhradní cíl. Náhradní činnosti pomáhají snižovat napětí, např. hostilní (nepřátelské) impulzy mohou být vybity v přijatelné formě v kolektivních sportech, erotické napětí zmírněno tvorbou (hudba, poezie, umění), atd.